# Мантинейский поход
Мантинейский поход 385—384 до н. э. — карательная экспедиция спартанцев с целью подчинения города Мантинеи.

## Политическая ситуация
Сразу же по заключении Анталкидова мира спартанцы принялись нарушать его условия, надеясь восстановить свою пошатнувшуюся гегемонию. Вначале они действовали чужими руками, разжигая в более слабых государствах смуты и оказывая военную помощь своим сторонникам. А затем, «еще прежде, чем истекло два года от заключения всеобщего мира — стали совершать походы и на более значительные города и подчинять их себе».
Первым государством, с которым было решено расправиться, оказалась Мантинея — сильнейший из полисов Аркадии. Хотя мантинейцы и были их союзниками, но в Коринфской войне не проявили достаточной лояльности, и спартанцы опасались, что возможный переход этой общины на сторону врага создаст большие затруднения.
Жителям Мантинеи было предъявлено несколько претензий: во-первых, по слухам, они послали хлеб аргивянам, воевавшим со Спартой, во-вторых, мантинейцы иногда отказывались поставлять вспомогательные войска, ссылаясь на празднества, запрещавшие воевать, и даже когда участвовали вместе со спартанцами в походе, то не проявляли должного усердия. К этому спартанские послы прибавили, что по их сведениям, «мантинейцы завидовали им, если их сопровождала какая-либо удача, и радовались, если их постигало несчастье».
К тому же в 387 до н. э. истекло 30-летнее перемирие между двумя государствами, и теперь мирные отношения нуждались в подтверждении.
Высказав все эти демагогические обвинения, спартанцы потребовали срыть городские стены в знак лояльности.
Мантинейцы отказались это сделать, и Спарта начала готовить карательный поход. Мантинея обратилась за помощью к Афинам, но те побоялись нарушать общий мир всего лишь через два года после его заключения.

## Военные действия
Царь Агесилай II просил уволить его от командования, ссылаясь на то, что мантинейцы очень помогли его отцу Архидаму II во время Третьей Мессенской войны. Тогда во главе армии был поставлен Агесиполид I.
Агесиполид разграбил вражескую территорию и заставил противника укрыться за городскими стенами. Спартанцы приступили к осаде, окружив город рвом и валом. Затем царю стало известно, что в городе имеются большие запасы хлеба, так как в минувшем году был обильный урожай. Из-за этого осада могла затянуться надолго, а потому следовало искать другое решение.
По словам Диодора, мантинейцы стойко оборонялись до наступления зимы.

Недаром они считались первыми по храбрости из всех аркадян, почему лакедемоняне до этих событий и ставили их рядом с собой в сражениях, считая самыми надежными из союзников.— Диодор, XV, 12, 1.
Когда наступила зима, и протекавшая рядом с городом речка Отис вздулась от дождей, спартанцы перекрыли её плотиной и направили течение к городу. Стены, сложенные из необожженного кирпича, начали размокать у основания и накренились. Жители какое-то время пытались подпирать их деревянными брусьями и временными сооружениями, но затем, опасаясь, что в случае обрушения на одном из участков спартанцы ворвутся в город, согласились срыть стены (зимой 384 до н. э.).
Однако теперь спартанцы ужесточили свои условия, потребовав у мантинейцев расселиться обратно по деревням, из которых в своё время город и был создан путём синойкизма. Жители были вынуждены согласиться и на это, разойдясь по четырем или пяти автономным деревням. Ненавистное спартанцам демократическое устройство было ликвидировано и заменено олигархией, стремившейся во всем угождать Спарте.
С очаровательной наивностью Ксенофонт повествует о том, что вначале мантинейцы были недовольны тем, что приходится разрушать свои жилища и строить новые, но затем «в новом устройстве оказалось много преимуществ», правда, только для богатых землевладельцев, которые теперь могли держать население в узде, управляя им из своих усадеб, и не боясь восстановления демократии. «Поэтому зажиточные люди были довольны новым устройством».
Приверженцы аргивян и лидеры демократии (около 60 человек) боялись расправы, но отец Агесиполида Павсаний (друг мантинейских демократов), проживавший в изгнании в Тегее, уговорил сына сохранить им жизнь и позволить удалиться из страны.

Так кончилось мантинейское дело; военный опыт людей обогатился новой истиной — что не следует устраивать крепость так, чтобы через неё протекала река.— Ксенофонт. Греческая история, V, 2, 7.